# Bnei Aisch
Bnei Aisch (hebräisch בְּנֵי עַיִ"שׁ Bnej ʿAJiSch, deutsch ‚Söhne ʿA[qiva]J[oseph]"Sch[lesinger]s‘) ist ein Lokalverband im Zentralbezirk Israels im südlichen Teil des Großraums Gusch Dan um und mit Tel Aviv-Jaffa mit 7017 Einwohnern (2018) auf einer Fläche von nur 0,836 km², wodurch sie mit 8394 Einwohnern je km² eine sehr hohe Bevölkerungsdichte aufweist.

## Geschichte
Bnei Aisch wurde im Jahr 1957 gegründet. Südwestlich benachbart befindet sich seit 1942 der Militärflugplatz Chazor.

## Bevölkerungsentwicklung
| Jahr      | 2005  | 2012  | 2016  |
| Einwohner | 7.600 | 6.959 | 6.955 |

## Galerie

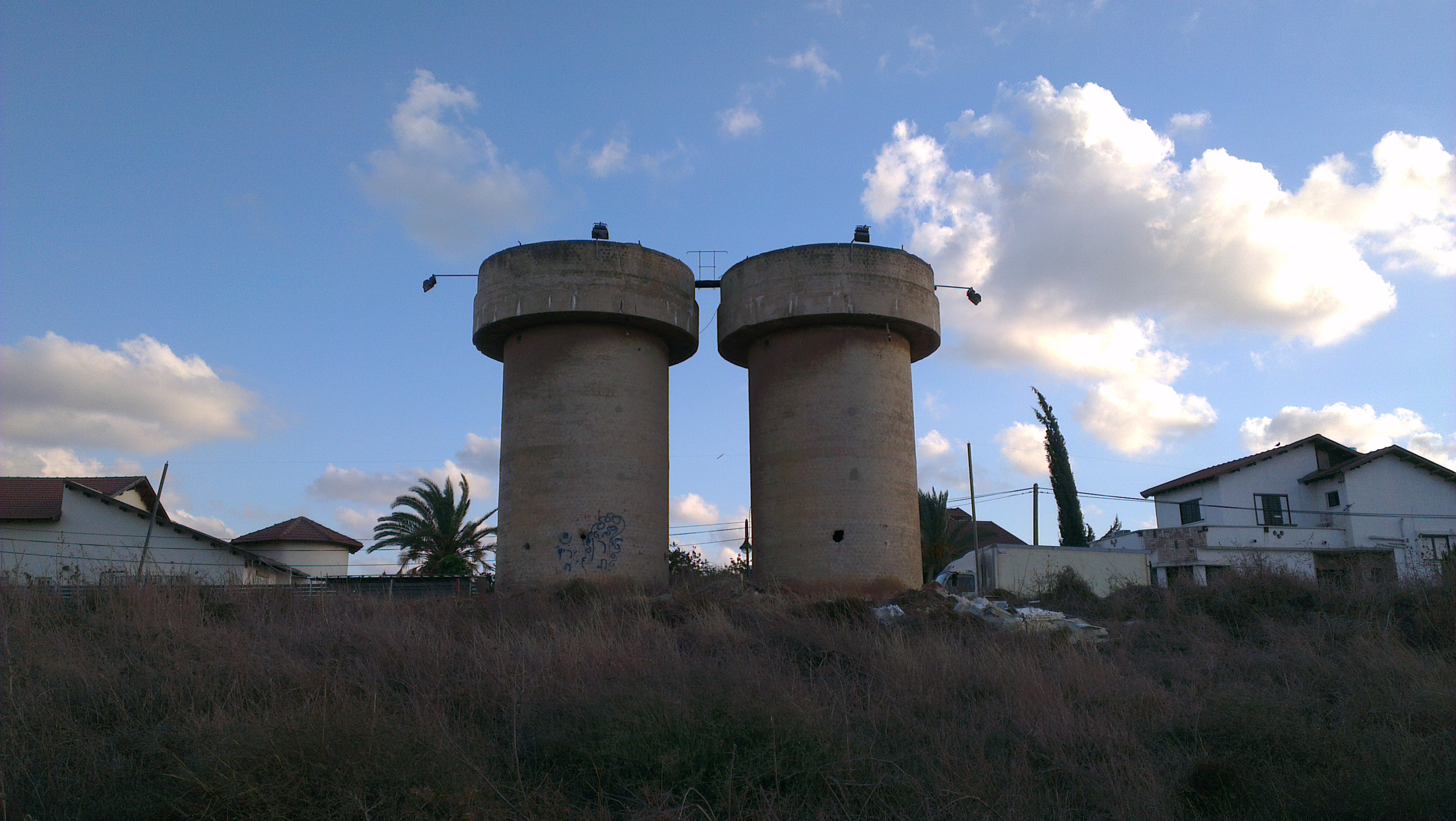
Wassertürme von Bnei Aisch.
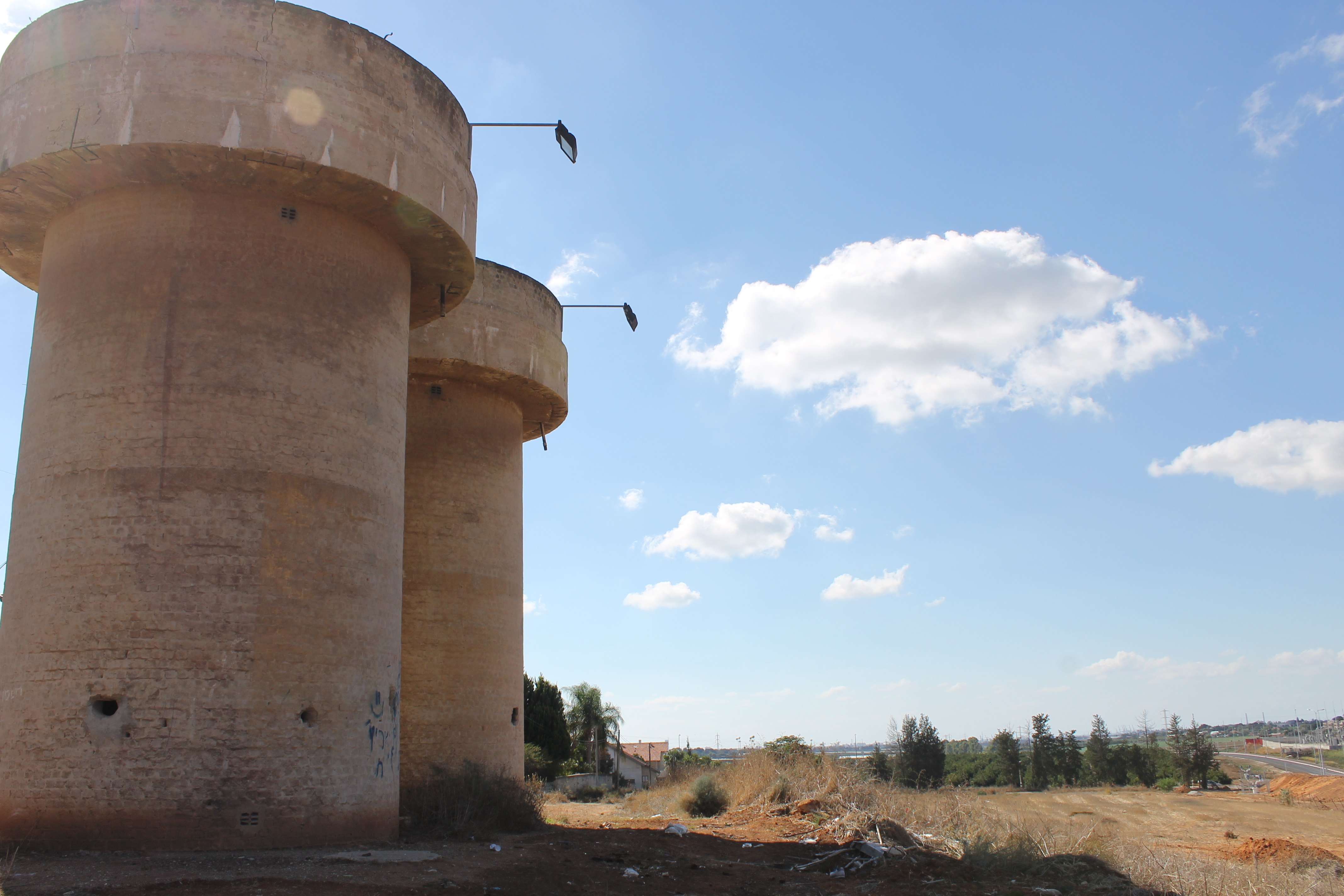
Wassertürme von Bnei Aisch.